# Histoire de l'islam en Italie
Voir aussi
L'histoire de l'islam en Italie décrit la relation qu'a eu l'islam avec les territoires historiques qui aujourd'hui appartiennent à l'actuel État Italien et qui ont été en contact avec l'islam. 
La Sicile byzantine est le premier territoire à subir une razzia par les Sarrasins en 652. La Sardaigne est envahie et occupée une première fois de 710 à 778, la Sicile devient un émirat de 831   à 1091, la Calabre est soumise de 839 à 898, Rome est pillée en 846, la Longobardie byzantine devient un émirat de 847 à 871 et enfin, les Alpes du Piémont (Italie du Nord) seront pillés entre le IXe siècle et le Xe siècle.
Si au début les nations chrétiennes en lutte entre elles firent appel aux musulmans, facilitant leur invasion, par la suite les différents émirs musulmans se disputèrent entre eux et appelèrent en 1061 les Normands qui en profitèrent pour libérer la Sicile et Malte en 1091. 
De 1220 à 1300, une colonie musulmane fut établie à Luceria. Cependant les razzias et les tentatives d'invasions par les barbaresques musulmans ne se termineront qu'en 1830 avec la prise française d'Alger.
L'islam sera totalement absent de l'Italie jusqu'en 1970 où les premiers immigrants en provenance de Somalie s'y installent, suivis par les Marocains, Égyptiens et Tunisiens. 
En 2005, le concile pour l'Islam italien est fondé par le ministre italien de l'intérieur.

## Premiers raids (652–827)

Expansion du califat sous les califes rachidoune

Recul de l'Empire byzantin en Méditerranée

Après avoir créé l'Islam en 610, le prophète Mahomet et ses sahabas (compagnons), émigrèrent (Hégire) de la ville de La Mecque en 622 puis commencèrent l'expansion de l'islam en conquérant l'Arabie (623 – 632). Le Califat des Rachidoune poursuit son expansion en conquérant le Machrek (634 – 638), l'Égypte (639 – 643), puis le Maghreb dès 647 : après avoir conquis la Tripolitaine (Libye), l'armée musulmane des califes rachidoune dirigée par Abd Allâh ibn Saad pénètre en Byzacène (Tunisie) et vainc les troupes de l'exarchat de Carthage à Sufétula. La plupart du sud de la Byzacène échappe alors au contrôle de l'exarchat de Carthage.
Le premier contact avéré avec le monde musulman et la Sicile, alors partie intégrante de l'Empire byzantin a lieu en 652 lorsque les navires arabes du califat des Rachidoune attaquent l'île.
En provenance de Syrie et dirigés par Mu'àuia ibn-Hodeig (Mu`āwiyah ibn Hudayj) de la tribu Kinda, les Arabes s'installent plusieurs années. Olympius, l'exarque byzantin de Ravenne, tente de les chasser mais échoue. Après avoir amassé les richesses voulues, les Arabes retournent en Syrie.
La Sicile est victime d'attaques et de pillages tout au long de la première moitié du VIIIe siècle.
Dès 654, la Crète subit un premier raid et devient la cible d'attaques arabes du califat omeyyade. Mais étant trop éloignée des bases navales arabes du Proche-Orient pour qu'une expédition efficace pût être lancée contre elle, la Crète subit au départ seulement quelques razzias.
Une seconde expédition sur la Sicile est menée en 669. Cette fois-ci, une puissante flotte constituée de deux cents navires quitte Alexandrie pour attaquer l'île. Après le pillage de Syracuse, les Arabes retournent en Égypte.
En 698, la ville de Carthage est prise par les musulmans.
L'île italienne de Pantelleria qui se situe entre la pointe sud-ouest de la Sicile et le nord de l'Afrique est conquise par les Arabes en 700.

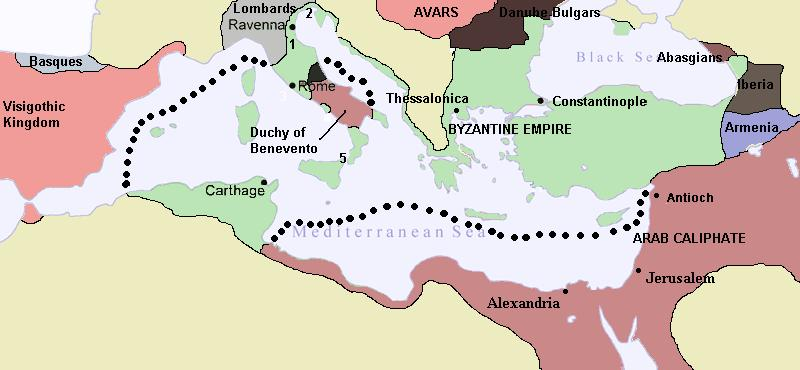
Les États méditerranéens vers 650.

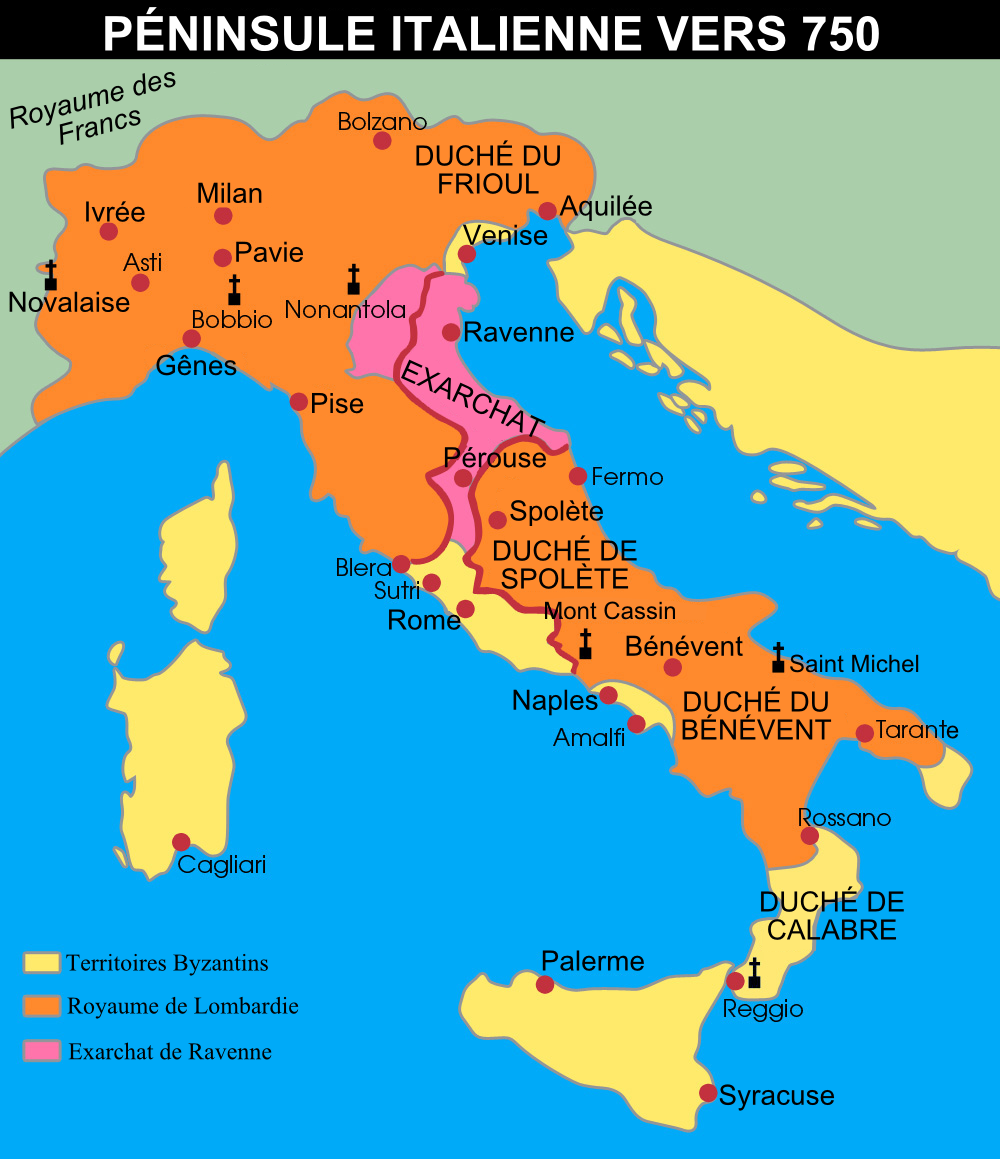
Italie byzantine et lombarde, VIIe-VIIIe s.

Avec la conquête de l'Afrique du Nord par les Omeyyades, les attaques arabes sur la Sicile recommencent en 703. À partir de 704, les Sarrasins effectuent leurs premiers raids contre la Corse, qui dureront plus de cinq siècles.
Le 27 octobre 710, la Sardaigne byzantine est à son tour attaquée par les Sarrasins du califat omeyyade. Les attaques sur la Sardaigne bien que moins importantes qu'en Sicile coupent les liens de cette première avec l'Empire byzantin et marquent de facto l’indépendance de l'île au profit des Omeyyades. Mais après 68 ans de domination arabe, une révolte populaire les en chasse en 778.
En juillet 721, le calife Yazīd II promulgue un décret contre les images, applicable aux chrétiens qui vivaient sous son autorité.
En 730, influencé par les musulmans avec qui les byzantins sont en conflit militaire, l’empereur byzantin Léon III l’Isaurien ordonne la destruction et l’usage d’icônes du Christ, de la Vierge Marie et des saints que l'Église romaine conteste : c'est la controverse iconoclaste.
Les attaques omeyyades sur la Sicile recommencent en 728 (avec la participation du prince musulman Habib), 729, 730 et 731. Les razzias sur la Sicile de 733 et 734 sont cependant mieux contenus par les Byzantins. Au VIIIe siècle, l'archipel de Malte est la base d'une importante flotte de guerre byzantine, qui lui permet de mieux résister aux premières razzias arabes.
La première vraie entreprise de conquête de la Sicile ne se limitant pas au pillage a lieu en 740, le prince musulman Habib réussit à prendre Syracuse. Bien qu'ayant la possibilité de conquérir toute l'île, les Arabes sont contraints de retourner en Ifriqiya (Tunisie), appelés par une révolte berbère. Une seconde attaque est menée en 752 dans l'unique but de piller la même ville.
En 754, lors du concile de Hiéreia de l'Église de Constantinople valide l'interdiction des icônes. Autour de 756, si politiquement, les îles maltaises restent byzantines, la controverse iconoclaste les fait passer religieusement de l'Église de Constantinople à l'Église de Rome.
À partir du IXe siècle, la Calabre byzantine commence à subir les incessants raids de pirates sarrasins.
En 805, les Byzantins signent une trêve de dix ans avec Ibrahim I ibn Al-Aghlab, émir d'Ifriqiya de la dynastie royale des Aghlabides, alors vassaux des Abbassides. Mais cela n'empêche pas d'autres musulmans provenant d'autres régions hors d'Afrique et d'Espagne d'attaquer la Sardaigne et la Corse de 806 à 821.
En 812, le fils d'Ibrahim, Abd'Allah I lance une flotte pour conquérir la Sicile mais les navires sont emportés lors d'une tempête non sans avoir conquis les îles de Lampedusa, de Ponza et d'Ischia en mer Tyrrhénienne. La cité de Reggio de Calabre est pour la première fois razziée par des Sarrasins.
Un autre accord entre les Byzantins et l'émir d'Afrique du Nord ouvre le commerce entre l'Italie du Sud et l'Ifriqiya.
Après quelques attaques en 819 par Mohammed ibn-Adballad, cousin de l'émir Ziyadat Allah I, la situation se stabilisa jusqu'en 827.
En 821, les Sarrasins tentent sans succès de reconquérir la Sardaigne.
En 824 (ou 827 - 828), la Crète est conquise par des musulmans andalous exilés par l'émir Al Hakam Ier, qui y fondent l'Émirat de Crète.

## Sicile à l'époque Aghlabide (827 – 909)

### Euphemius et Asad (827 – 828)
La conquête musulmane de la Sicile et du sud de l’Italie prendra 75 ans. Selon certaines sources, la conquête est aidée par Euphemius, un commandant (tourmarque) byzantin de la flotte de Sicile, qui craignait la punition de l’empereur Michel II à cause de ses différentes frasques sexuelles. Après s’être déclaré empereur, Euphemius tente de prendre le pouvoir mais échoue et est contraint de fuir en Afrique à la cour de Ziyadat’Allah qui s’accorde à conquérir la Sicile et de la donner à Euphemius en échange d’un tribut annuel.
C’est au qadi Assad ibn al-Furat un homme âgé de 70 ans que revient le commandement de la conquête de la Sicile byzantine par la dynastie royale des Aghlabides. Les musulmans qui comptent une infanterie de 10 000 hommes, 700 cavaliers et 100 navires sont aidés par les bateaux d’Euphemius.
L'armée musulmane du général Assad ibn al-Furat débarque en Sicile à Mazara et après leur passage à Mazara, ils sont renforcés par des chevaliers.
L'armée byzantine du stratège Balata et l'armée musulmane s'affrontent dans une plaine au sud-est de Mazara
Le 15 juillet 827, les Arabes sortent victorieux de leur première bataille contre les troupes byzantines.
Vaincu, Balata se replie d'abord à Enna puis sur l'Italie continentale, en Calabre, où il meurt sur place peu après son arrivée. La cité de Mazara est la première implantation permanente musulmane en Sicile.
Le général Assad, par la suite conquiert les côtes sud de l’île de Sicile et assiège Syracuse. Après un an de siège et une tentative de mutinerie, ses troupes sont capables de vaincre une grande armée envoyée de Palerme et soutenue par une flotte vénitienne menée par le doge Giustiniano Participazio. Toutefois les musulmans retranchés dans le château de Mineo sont frappés par une épidémie de peste qui tue énormément de soldats dont Assad lui-même. Plus tard, les Arabes retentent une offensive mais ne parviennent à conquérir Castrogiovanni (aujourd’hui Enna), Euphemius y succombe d’ailleurs.
En 830, les troupes présentes sur l’île reçoivent l’aide de 30 000 soldats africains et espagnols. Les musulmans espagnols triomphent du commandant byzantin Theodotus en juillet et août de cette même année, mais de nouveau la peste les contraint à retourner à Mazara del Vallo puis en Afrique.
Par contre les soldats berbères qui assiègent Palerme parviennent à prendre la ville en septembre 831 après un long siège. Palerme est baptisée Al-Madinah et devient la capitale de la Sicile musulmane et Abu Iqal ibn al-Aghlab devient le premier émir de Sicile.

### Abou Fihr Muhammad ibn Abd-Allah (832)
En février 832, Ziyadat'Allah envoie son cousin, Abou Fihr Muhammad ibn Abd-Allah, en Sicile et le nomme wali (gouverneur) de l'île. Les Byzantins sont de nouveau vaincus en 834, et l'année suivante les troupes d'Abou Fihr Muhammad atteignent Taormine, toutefois malgré quelques victoires arabes, les Byzantins tenant les places fortes résistent. De nouvelles troupes arrivent sur l'île envoyées par l'émir Al-Aghlab Abu Affan et occupent San Biagio Platani, Caltabellotta, Corleone et Marineo et Geraci octroyant aux musulmans le contrôle total de la partie ouest de l'île.

### Campanie (836 – 837)
Durant le IXe siècle, les navires arabes dominent la mer Tyrrhénienne. Leurs pirates rôdent le long des côtes italiennes lançant des attaques contre les villes d’Amalfi, de Gaète, de Naples ou de Salerne. Durant cette période où les cités doivent assurer leur propre défense, les duchés de Gaeta et d'Amalfi gagnent leur indépendance vis-à-vis du duché de Naples. Au grand dam de la papauté, Amalfi et Gaeta s'allient aux Napolitains contre Sicard de Bénévent en 836-838. Assiégé par les troupes Bénéventines de Sicard, le duc de Naples, André II, vassal de Byzance, appel en premier les troupes arabes de l'émir de Sicile, Abu Iqal ibn al-Aghlab qui y répond. Les navires d'Abu Iqal aident André II de Naples, leur allié et débarquent en Campanie (Italie continentale) et dans le sud du pays et louent leurs services comme mercenaires dans sa guerre contre Sicard.
Les Arabes venant de Sicile contournent Otrante, débarquent à Brindisi situé sur la côte italienne de l'Adriatique et mettent à sac la ville. C'est la première fois que les lombards se heurtent aux musulmans de Sicile.
Le prince Sicard accourt pour les en chasser mais sa cavalerie, tombant dans un piège tendu par les envahisseurs arabes, périt en nombre pendant que le prince réussit à s'échapper à grand peine.
Après l'assassinat de Sicard en juillet/août 839, une guerre civile éclate en décembre dans la principauté de Bénévent entre l'usurpateur Radelchis Ier de Bénévent et Siconolf, le frère de feu le prince Sicard. Salerne et Capoue deviennent les sièges de deux principautés lombardes indépendantes, tandis que Amalfi en profite pour prendre son indépendance. Les deux partis Lombards font également appel pour la première fois aux Sarrazins musulmans.
L'utilisation de mercenaires arabes devient rapidement une habitude, mais les États chrétiens de Campanie ne sont pourtant pas prêts à faire face à la menace musulmane.
En Calabre, la présence des musulmans Aghlabides a toujours été limitée dans l’espace et dans le temps, consistant essentiellement en des razzias et des pillages : dès 839, quelques cités ont été occupées comme Tropea, Santa Severina et Amantea.
À partir de 840, les ducs de Naples deviennent plus autonomes que leurs prédécesseurs, ils ne sont plus choisis par l'empereur byzantin mais élus par les citoyens : c'est le cas de Serge Ier dont les descendants vont régner sur le duché de Naples.
Les musulmans s'emparent de Tarente sur la côte Méditerranéenne de la Longobardie en 840.
Dès 840/841, lorsque la ville de Bari, situé sur la côte Adriatique de la Longobardie est brièvement occupée, elle devient l'objectif des Arabo-Berbères.
En 841, la principauté de Capoue étant partisane de Siconolf de Salerne, Radelchis Ier de Bénévent fait appel aux sarrasins de Kalfun qui razzie la cité de Capoue.
En 845, tandis que Modica (Sicile) tombe à son tour, les Byzantins subissent une cuisante défaite près de Butera (Sicile) ou près de 10 000 soldats y trouvent la mort. Lentini est conquise en 846 et Ragusa en 848.
L'affaiblissement du pouvoir lombard en Italie méridionale profite aux pirates sarrasins : le 23 août 846, soixante-dix navires pirates sarrasins d'Afrique du Nord attaquent Ostie et Porto. Les Sarrasins marchent sur Rome en pillant tout sur leur passage. La garnison byzantine de Grégoriopolis ne peut les arrêter. Les sarrasins pénètrent au Vatican et profanent la Basilique Saint-Pierre de Rome. Guy Ier de Spolète finit par les repousser. Après le sac de Rome, l'empereur Lothaire Ier aide le pape Serge II à fortifier la cité léonine et charge son fils Louis II d'Italie d'organiser une coalition contre les Sarrasins pour mener une expédition en 847.

### Émirat de Bari (847 – 871)
L'émirat de Bari est un État (émirat) sarrasin situé dans le sud de l'Italie à Bari de 847 à 871. Malgré sa période très courte, il constitue l'épisode le plus long de la présence musulmane dans le sud de la péninsule italienne.
Selon Al-Baladhuri, la ville de Bari, situé sur la côte Adriatique de la Longobardie fut prise à l'empire de Byzance par Kalfün (Khalfun). Khalfun était probablement un Berbère originaire de l'émirat de Sicile. Personnage de seconde importance, la conquête de Khalfun passa quasiment inaperçue aux yeux des Musulmans de cette époque.
Kalfün (Khalfun) devient le premier émir de l'Émirat de Bari.
Le successeur de Khalfun, Mufarrag ibn Sallam, envoya une requête au calife abbasside à Bagdad pour la reconnaissance de ce nouvel État sans recevoir de réponse.
Le troisième et dernier émir de Bari fut Sawdan, qui monta sur le trône vers 857 après l'assassinat de Mufarrag, il fera ériger une première mosquée et encouragera le contact avec ses voisins chrétiens.
Grâce à ces bases continentales, la dynastie royale des Aghlabides va lancer des razzias et des attaques incessantes sur les ports italiens le long des côtes italiennes et dans la mer Adriatique.

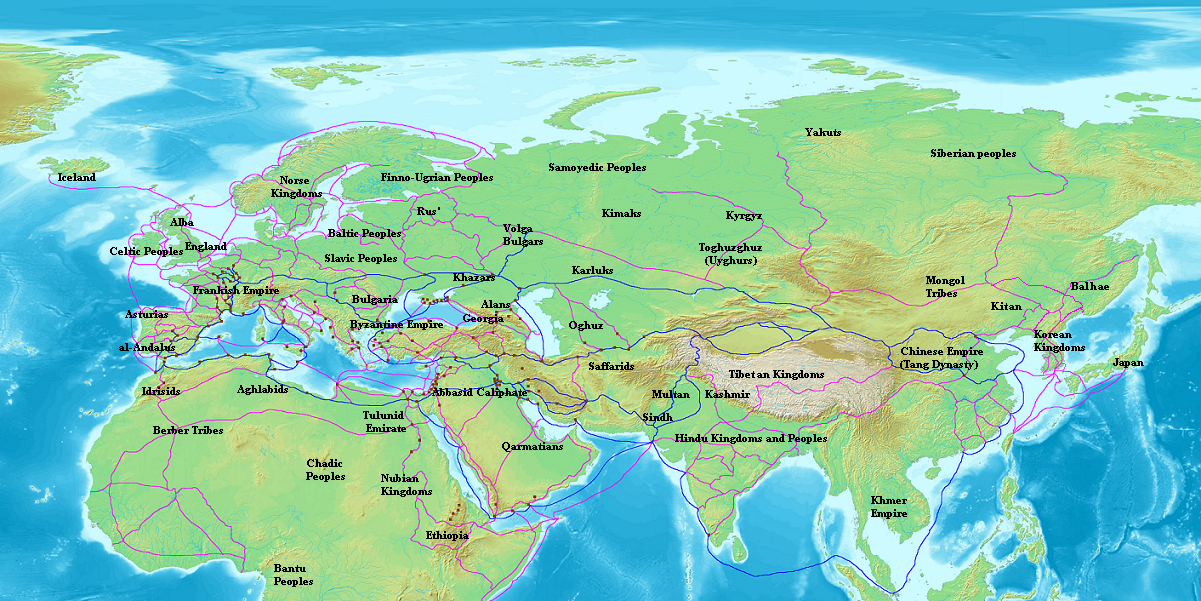
Les routes terrestres et maritimes en 870

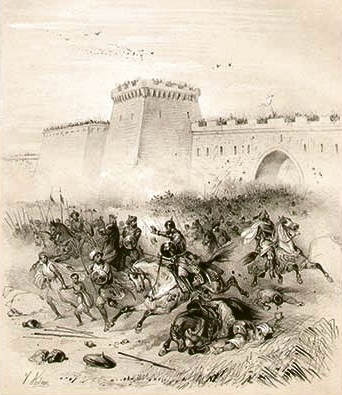
3 février : Louis II le Jeune reprend Bari, avec l'aide des troupes byzantines et franco-lombardes, lithographie de 1850

Le 3 février 871, l’empereur d’Occident Louis II, aidé les flottes de Venise, du duc croate Domagoj et le gouverneur byzantin d’Otrante mènent une armée composée de Francs, Lombards, et Croates qui attaque l'émirat de Bari et reprend la ville de Bari. L'émir de Bari, Sawdan est enchaîné et emmené à Benevento. C'est la fin de l'émirat de Bari qui est remplacé par le Catépanat d'Italie.
Le 28 août 871, le long siège de Bari et la présence persistante de Louis II le Jeune dans l’Italie du Sud entraîne la formation d’une coalition des princes de Bénévent et de Naples qui le font prisonnier. L'emprisonnement de Louis II le Jeune à Bénévent ruine son prestige et lorsqu’il est libéré le 17 septembre, il est re-couronné à nouveau empereur pour rétablir son autorité.

### Abbas ibn-Fadh (851 – 861)
En 851, le gouverneur et général Al-Aghlab Abu Ibrahim, dont le commandement est très apprécié par ses nouveaux sujets siciliens, surtout comparé l'ancienne présence byzantine, meurt. Son successeur est Abbas ibn-Fadhl, le féroce vainqueur de Butera.
Les Sarrasins d’Espagne et d’Afrique du Nord (Maures, Berbères ou Arabes) multiplient les attaques sur les côtes corses et mettent les ports à sac, coupant l’île du continent durant près de trois siècles. La population recule à nouveau dans les montagnes et fait appel au pape, supposé propriétaire de l’île. C’est la Marche de Toscane, déléguée par le pape, qui vient à son secours. Selon certains historiens, le blason et le drapeau à la tête de Maure tireraient leur origine de cette époque. En 852, nombreux habitants de la Corse, pour échapper aux Sarrasins, venaient à Rome: le pape Léon IV (847 – 855) les reçut et leur donna le monastère de San Cesareo pour le culte. La diffusion du culte de Saint Césaire de Terracina (Saint patron des empereurs romains) en Corse, surtout en Haute-Corse, est due aux religieuses de ce monastère romain, appelé "San Cesareo dei Corsi", et aux moines bénédictins.
Le gouverneur et général Abbas ibn-Fadhl lance des expéditions contre les terres encore aux mains des Byzantins dont Castrogiovanni en hiver 859, la plus importante forteresse de l'île. L'empereur byzantin envoie immédiatement une grande armée mais elle est vaincue par Abbas. Abbas meurt en 861, remplacé par son oncle Ahmed ibn-Jakub et à partir de février 862, son fils Abbas, mais ce dernier est remplacé par les Aghlabides avec Khafagia ibn-Sofian, qui capture Noto, Scicli et Troina.

### Jafar ibn-Muhammad (877)

Palais de gouverneurs de Sicile à Palerme

Durant l'été 868, les Byzantins sont vaincus pour la première fois près de Syracuse.
Le 28 août 870, L-Imdina, la capitale de l'île de Malte est prise par Abu 'l-Gharaniq Muhammad II ibn Ahmad, 8e émir Aghlabide d'Ifriqiya. La ville-forteresse de Mdina est prise et démolie. La quasi-totalité de la population est soit tuée, soit emmenée en esclavage « après [la conquête] de l'île, Malte est resté une ruine inhabitée », laissant les îles maltaises presque désertes pour un siècle et demi, avec seulement quelques survivants subsistant en troglodytes.
Les hostilités contre Syracuse reprennent au début de l'été 877 par le nouveau sultan, Jafar ibn-Muhammad qui assiège la ville. La cité tombe le 21 mai 878. Les Byzantins détiennent dès lors le contrôle d'une courte bande côtière autour de Taormine tandis que les flottes musulmanes attaquent la Grèce et Malte.
Pendant un certain temps les Byzantins ont la possibilité de reconquérir l'île, mais les nouvelles victoires arabes les en empêchent. Une révolte à Palerme contre le gouverneur Seuàda ibn-Muhammad est écrasée en 887.
En 878, la ville byzanto-sicilienne de Syracuse est prise par les musulmans Aghlabides.
En 885, la Calabre chasse l'occupant musulman aghlabide. Mais la mort du puissant empereur Basile Ier en 886 encourage les musulmans à attaquer la Calabre où les armées byzantines sont vaincues à l'automne 888. Toutefois éclate la première révolte en 890, suivie par d'autres, principalement entre les Arabes et les Berbères.

### Latium (880 – 897)
En 880 ou 881, le pape Jean VIII qui encouragea une politique vigoureuse contre les pirates arabes annule les subventions envers Pandenolf de Capoue et préfère les donner à Docibilis Ier de Gaeta. Comme le relate Patricia Skinner :
Pandenolf commença par attaquer les territoires de Gaeta, et en représailles contre le pape Docibilis lança un groupe d'Arabes d'Agropoli près de Salerne dans les environs de Fondi. Le pape était « rempli de honte » et restitua Traetto à Docibilis. L'accord entre les deux hommes est précipité par l'attaque des Sarrasins sur Gaeta elle-même et le massacre ou emprisonnement de ses habitants. La paix s'étant rétablie les Sarrasins s'installent sur les rives du Garigliano.
Le camp sarrasin de Minturno (de nos jours le Latium) sur les rivages du Garigliano devient rapidement une épine dans le pied de la papauté et de nombreuses expéditions tentent de les en déloger. En 915, le pape Jean X organise une vaste alliance des souverains du sud du pays, incluant Gaeta et Naples, les princes lombards et les Byzantins, bien que les Amalfitains se tiennent à l'écart. Les conséquences de la bataille de Garigliano sont positives et les Sarrasins sont chassés définitivement du Latium et de la Campanie bien que les raids continuent.
En 897, l'abbaye de Farfa est pillée par les Sarrasins qui l'utilisent comme caserne avant qu'elle ne soit détruite par la population locale en 898. Abbot Pierre de Farfa organisa la fuite de la population et la préservation des livres et des archives de l'abbaye.

### Ibrahim II ibn Ahmad (892 – 902)
En 892 un émir est envoyé d'Afrique par Ibrahim II ibn Ahmad à Palerme mais renvoyé quelques mois plus tard.
En 898, les Byzantins vainquirent et chassèrent les Sarrasins de l'Italie méridionale. Ils y dirigèrent le thème de Lombardie (Longobardie du Catépanat d'Italie).
Le prince Ibrahim II ibn Ahmad ne souhaite pas fléchir et envoie sous le commandement de son fils Abu l-Abbas Abdallah une puissante armée en 900. Les Siciliens sont vaincus à Trapani le 22 août et près de Palerme le 8 septembre, une dizaine de jours plus tard la ville est reprise.
En février-mars 902, à la suite de plaintes, l'émir aghlabide de Tunis I Ibrahim II ibn Ahmad est démis de ses fonctions par le califat abbasside de Bagdad au profit de son fils Abu al-Abbas Abdallah, qui est revenu de Sicile pour prendre son titre de nouvel émir Abdallah II d'Ifriqiya.
Pour expier ses crimes, l'ancien émir Ibrahim II se déclare moudjahidin et se consacre au djihad (guerre sainte) contre les chrétiens : il promet d'aller à Bagdad en traversant l'Europe et de conquérir Constantinople pour l'islam. En mai 902, Ibrahim II débarque à Trapani en Sicile.
Le 1er août 902, l'émir émérite aghlabide Ibrahim II lui-même en personne s'empare de Taormine, la dernière cité sicilienne tenue par les Byzantins. À l'approche des armées arabes afin d'éviter les massacres, les autres villes siciliennes ouvrent leurs portes. Le 3 septembre 902, après avoir démantelé ses défenses et accepté de se rendre, la cité de Messine se rendit à Ibrahim II qui passa son armée à travers le détroit du même nom puis débarqua en Calabre.
Pour commencer sa marche par voie terrestre jusqu'à Constantinople, Ibrahim II lance aussitôt son armée dans une guerre d'invasion de l'Italie contre les Byzantins. L'armée d'Ibrahim remonte le sud de la Calabre.
La nouvelle du débarquement d’une grande armée d'Ifriqiyans dirigée par le féroce Ibrahim II (sa réputation sanguinaire l’a précédé) a provoqué une panique dans le sud de l’Italie, et plusieurs villes italiennes ont commencé à être évacué, des forteresses italiennes ont été démolies pour que les Ifriqiyans ne les utilisent pas.
Le 1er octobre, Ibrahim II met le siège devant Cosenza, une petite citadelle du nord de la Calabre qui ne devait pas être un obstacle. Atteint soudainement de dysenterie, l'émir émérite Ibrahim II décède pendant une bataille le 23-24 octobre 902 dans une chapelle près du camp de siège de Cosenza.
Le commandement de l'armée expéditionnaire passa à son petit-fils, Ziyadat Allah III, qui arrête les campagnes militaires, leve immédiatement le siège et retourne avec l'armée en Sicile. L'Empire byzantin reprend alors la Calabre.

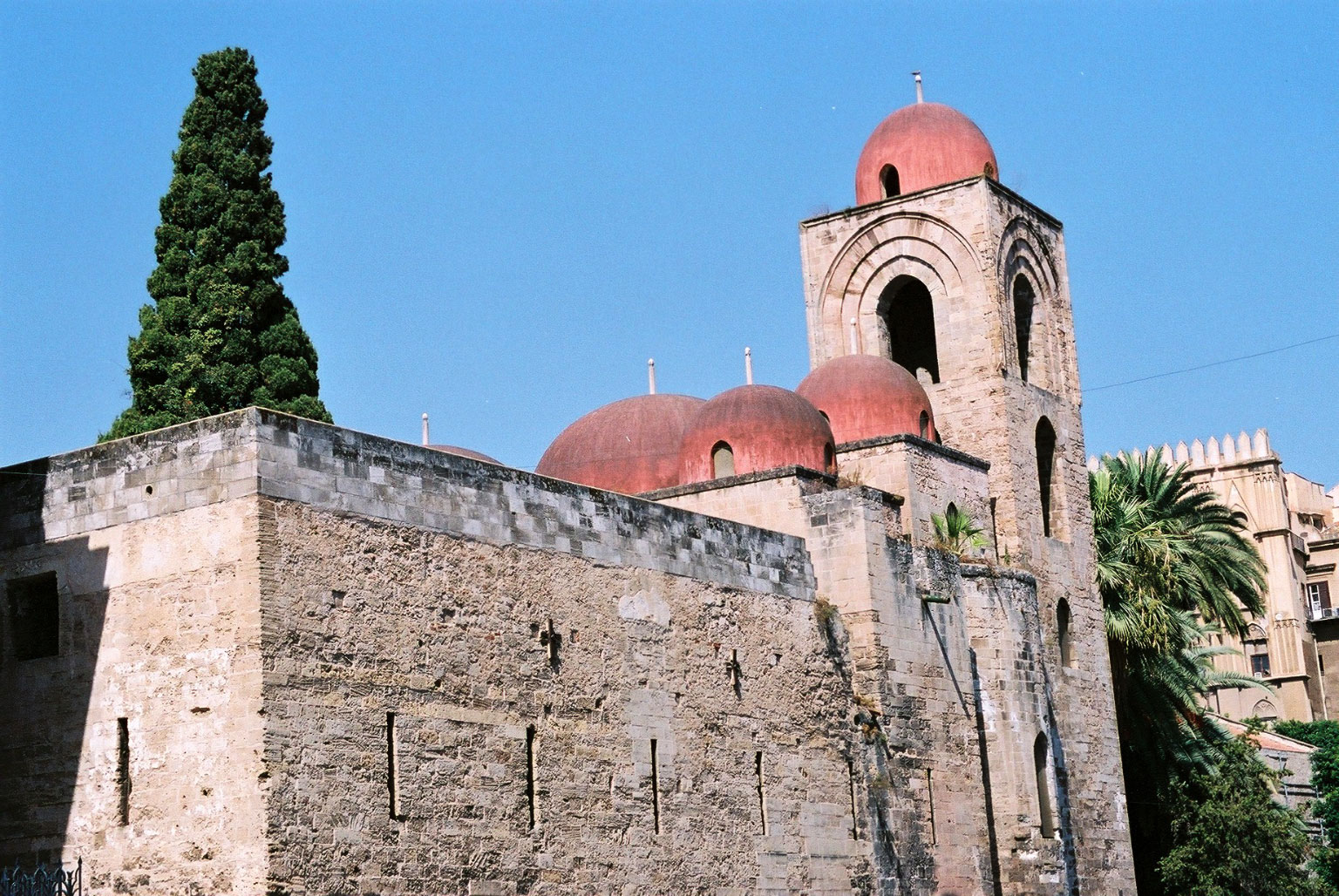
Église de Palerme, son architecture est influencée par la culture arabe

À cette époque, la Sicile est presque entièrement sous le contrôle des Aghlabides hormis quelques cités byzantines intérieures. La population de l'île augmente rapidement avec l'arrivée de nouveaux migrants musulmans en provenance d'Afrique, d'Asie et d'Espagne comme les Berbères qui sont principalement concentrés dans le sud de l'île. L'émir de Palerme nomme les gouverneurs de cités (qadi), chaque ville possède un concile nommé gema, composé des notables issus de la population locale et qui avaient la charge de veiller à l'ordre social. Les Siciliens non-convertis à l'islam sont des dhimis, leur religion est préservée ainsi que leurs traditions à condition de payer l'impôt capitulaire.
Les Arabes lancent une réforme de l'agriculture et des systèmes d'irrigation qui entraîne un développement des petites exploitations au détriment des grandes exploitations. Avec 300 000 habitants, Palerme est au Xe siècle la plus importante ville d'Italie. Une description de la ville de Palerme est donnée par Ibn Hawqal, un marchand de Bagdad qui visite la Sicile en 950. Une muraille aux confins de la cité nommée Kasr établit encore aujourd'hui le centre de Palerme et la grande mosquée est construite sur les fondations de l'ancienne cathédrale romaine. En périphérie se trouvent les bains, la mosquée, le palais du sultan, les prisons et les différents organismes administratifs.

## L'époque Fatimide (909 – 965)
En 909, depuis la Kabylie puis l'Ifriqiya et enfin tout le Maghreb, les Fatimides chiites renversent l'émir aghlabide Abdallah II d'Ifriqiya qui reste fidèle au califat abbasside de Bagdad. Les Fatimides prennent le titre de « calife au Maghreb arabe » et la ville de Mahdia (Tunisie) pour capitale tandis que les derniers Aghlabides se réfugient sur l'île de Malte.
En 909, Fatimides conquièrent Malte.
À partir du IXe siècle, les pirates sarrasins, qui venaient principalement de Frassinet (en Provence, au-dessus de Saint-Tropez), arrivent sur les côtes liguriennes et pillent même Asti et Suse, terrorisant la population et rendant peu sûres le commerce par voie terrestre le long des cols alpins.
Entre 912 et 920, l'Abbaye de la Novalaise est également saccagée, près du Moncenisio, et Oulx est presque rasé. Les moines de Novalesa, après le pillage, se sont réfugiés à Turin.
En 913, le gouverneur fatimide est expulsé de Palerme lorsque l'île de Sicile déclare son indépendance sous la direction de l'émir Ahmed ibn-Kohrob. Sa première action est un siège avorté à Taormine qui est reconstruite par les chrétiens. Il a plus de succès en 914 lorsqu'une flotte byzanto-sicilienne détruit la flotte fatimide, envoyée pour récupérer l'île. L'année suivante, la destruction d'une seconde flotte envoyée contre la Calabre et les troubles provoqués par les réformes d'Ibn-Khorob conduisent à une révolte des berbères.
Les Berbères capturent Ibn-Khorob et le pendent en prétextant une allégeance au calife fatimide Al-Mahdi, espérant ainsi obtenir une large autonomie de la part de ce dernier. Mais contrairement aux attentes berbères, Al-Mahdi envoie une armée qui pille Palerme en 917 et qui marque le début d'une vingtaine d'années de présence fatimide. En 937, les Berbères d'Agrigente se révoltent de nouveau mais après deux succès retentissants sont finalement écrasés aux portes de Palerme. La révolte est éteinte définitivement en 941 et de nombreux prisonniers sont revendus en tant qu'esclaves.
Après l'écrasement d'une autre révolte en 948, le calife fatimide Ismail al-Mansur nomme Hassan al-Kalbi comme émir de l'île. Le titre devenant rapidement héréditaire, l'émirat prend de facto son indépendance vis-à-vis du gouvernement africain.
En 950, Hassan mène une guerre contre Byzance dans le sud de l'Italie, atteint Gerace et Cassano all'Ionio. Une seconde campagne en Calabre apporte une nouvelle défaite aux armées byzantines. Gerace assiégée, l'empereur Constantin VII Porphyrogénète accepte de payer un tribut à l'émirat de Sicile.
En 956, les Byzantins reconquièrent Reggio et envahissent la Sicile et un traité est signé en 960. Deux ans plus tard, une révolte à Taormine est écrasée mais la résistance héroïque des chrétiens de Rometta conduit l'empereur Nicéphore II Phocas à envoyer une armée constituée de 40 000 Arméniens, Thraces et Slaves sous les ordres de son neveu Manuel qui capture Messina en octobre 964.
Le 25 octobre, une bataille féroce entre les Byzantins et les Kalbites conduit à une défaite cuisante pour le camp byzantin et Manuel ainsi que près 10 000 hommes meurent sur le champ de bataille.

## L'émirat indépendant de Sicile et la conquête normande (965 – 1091)

### Constitutions de l'émirat (965 - 1037)
En novembre 965, le nouvel émir Abu al-Qasim (964-982) prend la dernière ville byzantine en Sicile, Rometta.
Cette année-là, les Kalbites établissent l'indépendance de leur émirat du califat fatimide.
Dans les années 970, l'émir Abu al-Qasim lance une série d'attaques contre la Calabre tandis qu'une flotte sous le commandement de son frère attaque les côtes du Comté d'Apulie capturant plusieurs places fortes.
La flotte byzantine est incendiée à Reggio de Calabre et l'amiral Nicétas fait prisonnier. La Calabre byzantine est soumise à la djizîa.

L'Italie en l'an 1000. En orange, les thèmes byzantins de Naples, Calabre et Apulie-Langobardie.

Les Byzantins sont occupés par les guerres avec les Fatimides de Syrie et les Bulgares de Macédoine ce qui pousse l'empereur germanique Otton II à intervenir mais l'armée germano-lombarde est vaincue en 982 à la bataille du cap Colonne. Toutefois Al-Qasim lui-même est tué au cours du combat et son fils retourne en Sicile sans exploiter l'avantage de la victoire.
L'Émirat de Sicile atteint son apogée sous l'émir Jafar (983-985) et de Yusuf al-Kalbi (990-998), tous deux mécènes des arts bien que le dernier des fils de Jafar ait été un seigneur violent qui expulsera les Berbères de l'île après une tentative ratée de l'assassiner.
En 1019, un autre tentative de révolte est écrasée et al-Akhal prend le pouvoir (1019-1037).

### Conquête musulmane de la Sardaigne (1015 – 1017)
De 1015 à 1017, l'émir Mujahid al-Amiri dit Musetto (ou Mugetto) va occuper la Sardaigne puis l'abandonner après avoir appris l’arrivée d'une flotte chrétienne puissante menée par Pise et Gênes sollicités par le pape.

### Arrivée des Normands en Italie du Sud (1017 - 1037)
En 999, des normands revenant de leur pèlerinage de Jérusalem, s’arrêtent à Salerne lorsque la ville fut attaquée par des Sarrasins venus de l'émirat de Sicile qui exigent le paiement tardif d'une djizîa annuelle.
Tandis que le prince Guaimar III de Salerne commence à collecter de quoi payer la djizîa, les Normands attaquent les assiégeants qui fuient en abandonnant un butin important fut pris. Les Normands refusèrent de rester mais promirent qu'une assistance militaire normande viendra à Salerne.
En 1016, des pèlerins normands sont envoyés par le pape Benoît VIII en pèlerinage au sanctuaire de Mont Saint-Michel à Gargano pour rencontrer Melo de Bari comte lombard d'Apuli qui les convainquit de se joindre à lui pour attaquer le thème de Lombardie (Catépanat d'Italie).

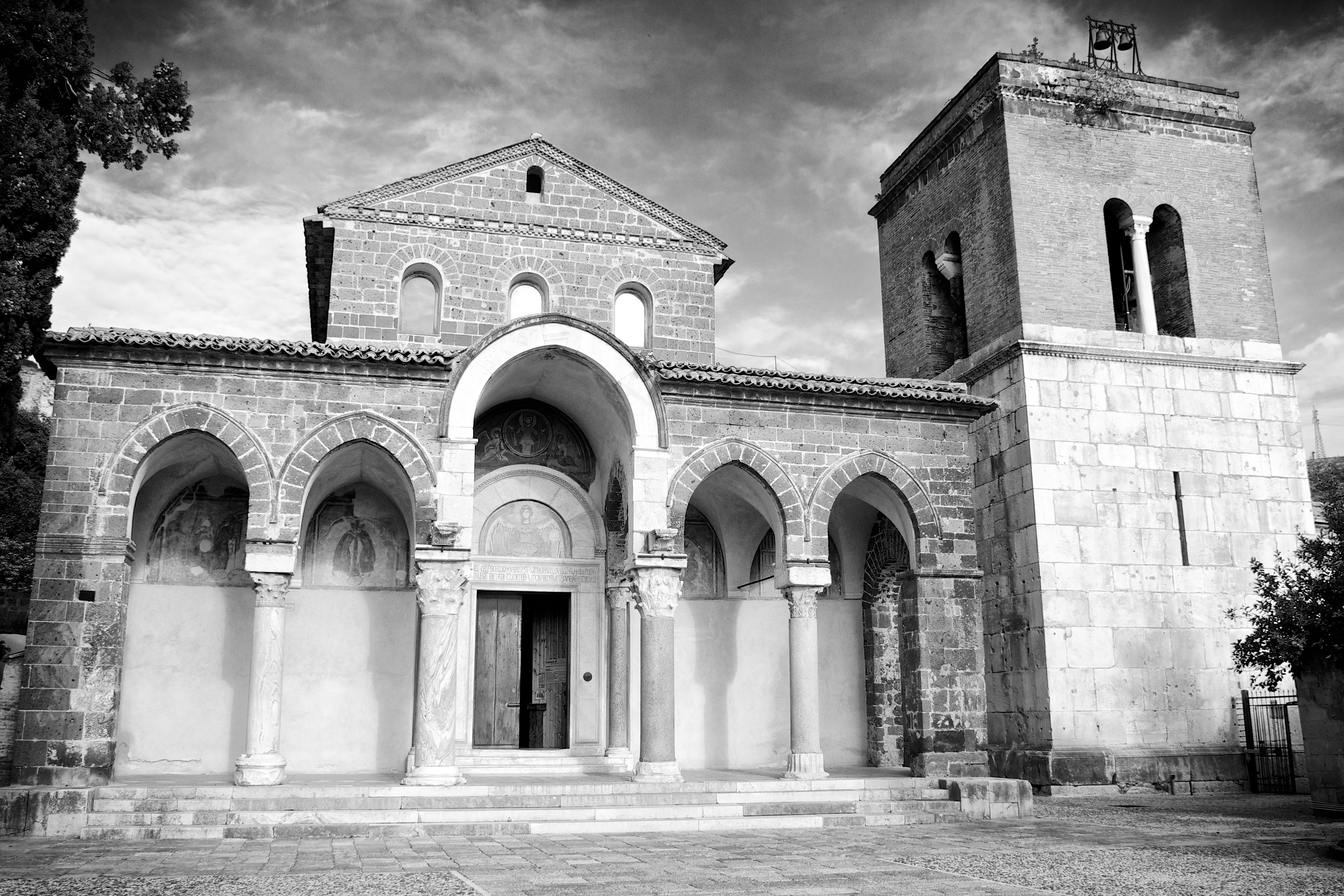
La basilique Sant'Angelo in Formis à Capoue, construite vers 1030.

Le catapan du Catépanat d'Italie, Léon Tornikios envoie une armée combattre l'armée lombardo-normande. La première bataille eut lieu sur le Fortore, à Arenula mais fut indécise. La seconde bataille eut lieu près de San Paolo di Civitate fut encore indécise. Une troisième bataille, qui vit cette fois la victoire de Melo de Bari, eut lieu à Vaccaricia. La région tout entière de la Fortore tombe aux mains de Melo de Bari et en septembre, Léon Tornikios est relevé de ses fonctions en faveur de Basile Boioannes, qui est nommé en décembre 1017.
Mais les Normands prêtent leurs bras et leurs épées aux plus offrants, soit Lombards, soit Byzantins. Pour les Byzantins, la conquête de la Catépanat d'Italie par les guerriers normands vassaux du Pape Benoît VIII va marginaliser le danger arabe en Calabre.
Entre janvier et avril 1018, Raoul Ier de Tosny (Rodulfus Todinensis), fuyant la colère du duc de Normandie Richard II, pris la tête d'un contingent normand et va voir le Pape Benoît VIII à Rome, qui l'envoya en Italie du Sud (Salerne ou Capoue) se battre contre l'Empire byzantin envahisseur du Bénévent (sous tutelle papale). Mais l'armée dans laquelle participe Raoul de Tosny est défaite par les byzantins à la bataille de Cannes ou mourut Gilbert Buatère.
En 1029, pour remercier Rainulf le Normand de lui avoir permis de reprendre Naples, Serge, le duc de Naples, lui octroya la forteresse et le comté d'Aversa.
En 1030, arrivèrent de Normandie Guillaume, dit « Bras de Fer » et Drogon de Hauteville, les deux fils aînés d'un hobereau du Cotentin, Tancrède de Hauteville. Les deux frères se joignirent à l'attaque organisée pour chasser les Byzantins du thème de Lombardie.

### Déclin musulman (1037 – 1061)

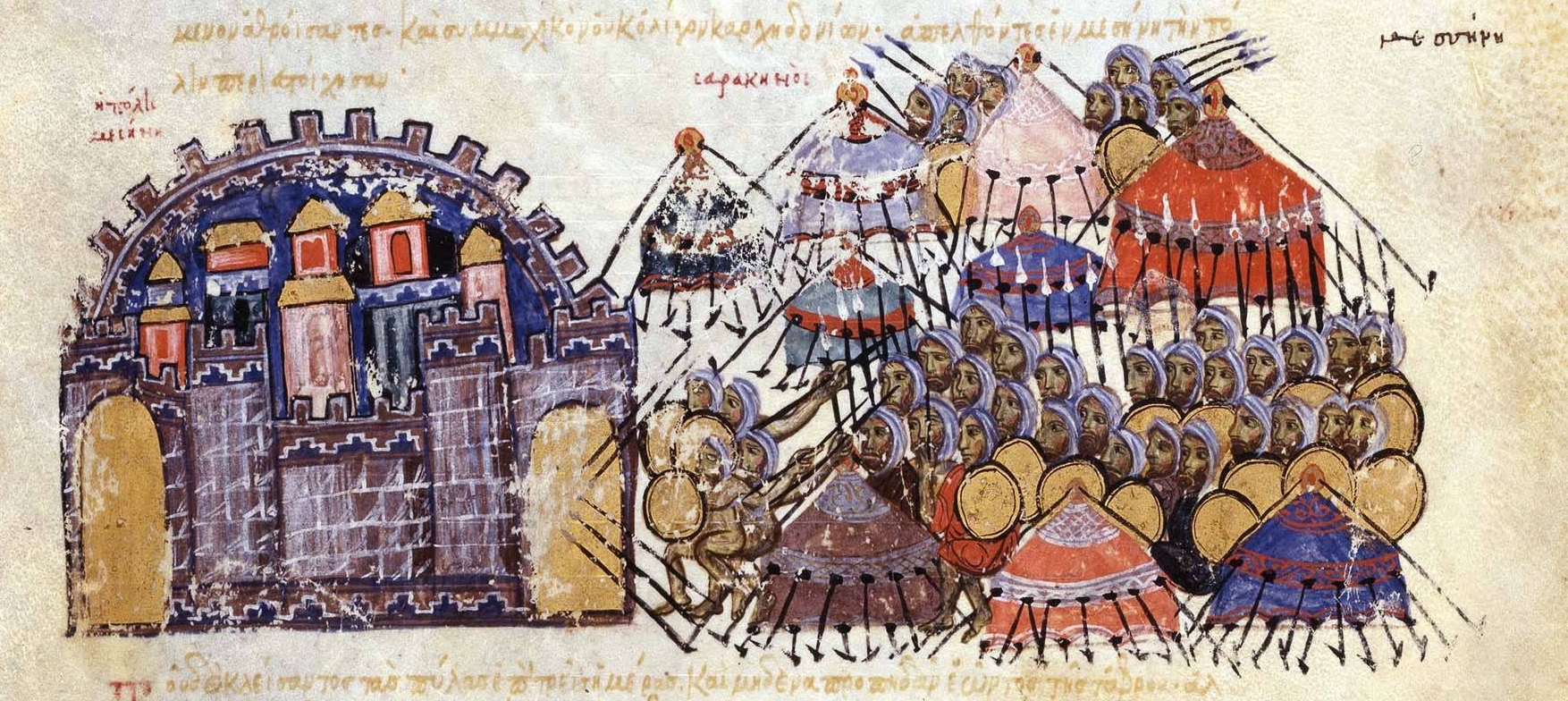
Siège de Messine en 1040

En 1038, en Calabre, une armée byzantine, composée de byzantins et de 300 mercenaires normands dont des membres de la famille Hauteville (Altavilla) se rassembla sous les ordres du général Georges Maniakès. L'armée byzanto-normande traversa le détroit de Messina, débarqua en Sicile et prit un certain nombre de villes sur la côte orientale aux Musulmans.
Le corps d'unité normand sauve la situation lors de la première confrontation avec les musulmans. S'ensuit une autre victoire en 1040 qui permet à Maniakès d'assiéger Syracuse. Guillaume de Hauteville gagne son surnom de « Bras de Fer » lors du siège de Syracuse, et fin 1040 - début 1041, après deux ans de la guerre en Sicile, malgré ses victoires, Maniakès est démis de ses fonctions. Les Normands retournent en Italie. ce qui permet aux musulmans de reprendre toutes les positions perdues.
En 1040, les Byzantins avaient perdu la presque totalité de la province de Catépanat d'Italie.
En 1048-1049, les Byzantins tentent de reprendre l'île de Malte aux musulmans qui libèrent leurs esclaves et défont les byzantins grâce à l'aide des affranchis.
En Ifriqia, la ville de Béjaïa devient la base hammadide pour les expéditions au « pays des Roum » (Italie du Sud).
Les Hammadides tournent leurs premières expéditions contre Mahdiya (siège politique de leur cousins et rivaux Zirides). Face au déclin maritime ziride , la flotte hammadide ne tarde pas à sillonner toute la Méditerranée. Mais elle doit faire face à la puissance émergente des Normands de Sicile.
La bataille de Mahdia (1054) voit l’échec de la flotte hammadide face à une flotte sicilienne normande de 20 navires venus délivrer les Zirides de la tutelle hammadide.
En 1059, la principauté de Capoue est conquise par les Normands.

### Conquête normande (1061 – 1091)
En 1060, l'île de Sicile est scindée entre les émirs arabes et la population majoritairement chrétienne. Deux émirs de Sicile s'affrontent : Ibn al-Hawwas attaque Ibn al-Maklati, qui demande l'aide au Normands Roger de Hauteville, fils de Tancrède de Hauteville qui a son fief dans la cité de Mileto, au sud de la Calabre.
En 1061, les Normands sont maîtres de toute la Calabre.
Février 1061, le normand Robert Guiscard part de Reggio de Calabre et traverse le détroit de Messine avec un millier d'hommes et accoste à Messine qui est prise et devient la première ville du comté de Sicile.
En mai 1061, aidé de son frère Robert Guiscard, Roger Bosse de Hauteville, débarque à son tour à Messine et commence la reconquête de l'île sur les Zirides
La création du comté de Sicile est entérinée en 1071 par décision papale. En avril 1071, la cité de Bari est enlevée à la province byzantine du Catépanat d'Italie : les Byzantins sont complètement chassés d'Italie.
En 1072, les Normands libèrent Palerme. La perte de cette ville avec Messine, qui possèdent toutes deux d'importants ports affaiblit d'autant la mainmise musulmane sur l'île.
Lors de la conquête normande de la Sicile musulmane, Taormina est libéré en 1079 par les troupes dirigées par Roger de Hauteville et son fils Jourdain. Taormina est alors annexé du comté de Sicile.

L'Italie en 1084

Les Zirides sont définitivement chassés de Sicile avec la libération de Noto situé à la pointe sud de la Sicile en 1091. Une fois la Sicile totalement vaincue, les Normands s'installent en Sicile.
Plus tard en 1091, à l'aide d'une petite troupe, le comte normand Roger se tourne vers l'archipel maltais et vainc facilement la garnison musulmane à Malte, puis à Gozo qui est pillé.
La conquête de Sicile est achevée avec la prise de Malte, qui marque la fin de l'Émirat. Roger de Hauteville impose la libération des esclaves chrétiens. Quand on leur laisse le choix, ces derniers décident de rentrer dans leur patrie et refusent de rester à Malte. La tolérance normande permet aux musulmans de rester sur l'archipel maltais et de maintenir en place l'administration arabe en contrepartie d'un tribut annuel à payer par les musulmans.
Durant le XIe siècle, le pouvoir musulman en Méditerranée décline.
En 1122, à Malte, les arabe se soulèvent contre les Normands. Ils cessent tribut annuel cesse d'être versé. en 1127 Roger II de Sicile, le fils de Roger de Hauteville reconquérit à nouveau les îles Malte. Une garnison chrétienne est alors laissée sur place.
En 1130, Roger II proclame le comté de Sicile devient le royaume de Sicile.
En 1134-1135, les Normands évincent les Hammadides de certaines positions méditerranéennes comme l’île de Djerba (Ifriqiya).
En 1144, l'Empire byzantin tente une deuxième fois de reconquérir les îles de Maltes.
En 1154, les Djerbiens se rebellent mais les Normands écrasent leur révolte dans le sang ; seule la conquête almohade, en 1160, parvient à les chasser de Djerba et du littoral tunisien.

## Colonie musulmane de Lucera (1220 – 1245)
Vers 1220, quelques mesures d'éloignement des musulmans sont prises par Frédéric II au soulagement des chrétiens, déclenchent une révolte musulmane dans les îles de Malte et de la Sicile. L'empereur Frédéric II fait déporter entre 16 000 et 20 000 musulmans de Sicile ainsi que des musulmans de Djerba vers Lucera (Italie).
En 1240-1243, les dernières communautés musulmanes de Sicile se révoltent, sans doute pour des raisons économiques, mais après 3 ans de résistance, touchées par la famine, elles doivent se soumettent aux troupes impériales et en 1245, les Siciliens musulmans sont déportés à Lucera, sur ordre de l'empereur romain germanique Frédéric II,,.
Dans les années 1280, l'islam disparaît de Sicile.
En 1300, Giovanni Pipino di Barletta, comte d'Altamura, détruit la colonie musulmane de Lucera et exile ou vend en esclavage les musulmans, mettant fin à la présence musulmane en Italie.

## Le centre des pirates à Béjaïa (finXIVesiècle)
Les Almohades (1121/1147 – 1269) héritent de la flotte des Zirides et Hammadides qu'ils ont conquis ; ainsi ils sont à la tête d'une des plus grandes flottes du bassin méditerranéen. Béjaïa devient un des principaux arsenaux de leur dispositif maritime en Méditerranée. Abd el Mumin, premier calife almohade, met en place un gouverneur issu de sa propre famille, témoignant de l'importance stratégique de la ville.
Vers la fin du XIVe siècle, la crise du commerce tourne le port de Béjaïa vers la course en Méditerranée. Un certain Muhammad b. Abī Mahdī, amiral (qā’id al-usṭul) de Béjaïa, est tuteur de l’émir de la ville (dissident Hafside), encore mineur, et gouverneur de fait de la ville. Il développe à grande échelle le corso (piraterie) contre les nations chrétiennes et prévoit des dispositifs de défense de la ville.

## Invasion de Otrante (1480, 1537)
En 1480, une flotte ottomane envahit Otrante. Le pape Sixte IV appelle à la croisade et une grande armée est constituée par Ferdinand Ier de Naples, parmi eux des notables hongrois dont Matthias Ier de Hongrie malgré les nombreuses querelles qui l'oppose aux Italiens à l'époque. Les forces napolitaines rencontrent les armées turques en 1481 et parviennent à reprendre l'Otrante.
En 1537, le célèbre corsaire turc Khayr ad-Din Barberousse tente de nouveau de conquérir l'Otrante et la forteresse de Castro mais les Turcs sont finalement défaits.
En 1793, les villes de Pizzo et Tropea en Calabre subissent leur toute dernière razzia par les sarrasins.
Les razzias et les tentatives d'invasions par les barbaresques musulmans ne se terminèrent qu'en 1830 avec la prise française d'Alger.

## Époque moderne (depuis 1970)
L'islam sera totalement absent de l'Italie jusqu'en 1970 où les premiers immigrants en provenance de Somalie s'y installent, suivis par les Marocains, Égyptiens et Tunisiens.
En 2005, le concile pour l'Islam italien est fondé par le ministre italien de l'intérieur.

## Référencement

### Ouvrages généraux
- Charles Diehl, L'Afrique byzantine : histoire de la domination byzantine en Afrique (533–709), Paris, Ernest Leroux, 1896, 644 p..
- (fr) Bouet, Pierre, Les Normands en Sicile, article dans le Bulletin de la SHAO, t. CXX, no 1-2, mars-juin 2001, Alençon (numéro intitulé Les Le Veneur de Carrouges – Les Normands en Sicile), p. 61-91.